# Escòria (pel·lícula)
Escòria (títol original en anglès: Scum) és una pel·lícula britànica de 1979 dirigida per Alan Clarke. La història ha estat originalment creada per Alan Clarke com un telefilm del mateix nom (1977) per la BBC, però a causa de la violència de la pel·lícula ha estat censurada per la televisió. El realitzador aleshores la va refer pel cinema. La pel·lícula posa en escena joves delinqüents en un correccional per menors, la seva violència entre ells i amb els guardians de la institució. Quan es va estrenar, va ser controvertida pels seus temes de racisme, de violència, d'abús, de violació i de suïcidi. És des d'aleshores considerat com un clàssic.
Ha estat doblada al català. Escòria ha estat objecte d'una nova versió canadenca l'any 2010 titulada Dog Pound.

## Argument
Carlin és traslladat d'un reformatori a l'altre després d'haver donat una pallissa a un funcionari. En aquest s'executa un règim brutal que fa augmentar l'agressivitat dels interns en lloc de millorar la seva conducta. Els ferris funcionaris, avalats pel director, animen els veterans més forts a oprimir els febles i que obeeixin totes les normes imposades. Pocs s'atreveixen a desafiar aquestes regles.

## Repartiment
- Ray Winstone – Carlin
- Mick Ford – Archer
- Julian Firth – Davis
- John Blundell  – Banks
- Phil Daniels – Richards
- John Judd  – Sands
- Philip Jackson  – Greaves
- Peter Howell  – Governador
- John Grillo – Goodyear
- Ray Burdis – Eckersley
- Alan Igbon – Meakin
- John Fowler – Woods
- Bill Dean – Duke
- P. H. Moriarty – Hunt
- Nigel Humphreys – Taylor
- Jo Kendall – Matron
- Patrick Murray – Dougan